# LokoTrain
LokoTrain s.r.o. (VKM: LTEU) je česká společnost se sídlem v České Třebové, která se zabývá pronájmem lokomotiv a železničního personálu, především lokomotiv. Prostřednictvím mateřské firmy EP Logistics International patří do Energetického a průmyslového holdingu. Působí rovněž jako nákladní železniční dopravce. Jedná se o největšího pronajímatele moderních elektrických lokomotiv, který má největší lokpool v rámci ČR.[zdroj?]

## Historie
Společnost byla založena v roce 2009 a jejím 100% vlastníkem byl Evžen Nečas. 27. července 2015 odkoupila podíl 65 % společnost EP Cargo, zbývající část si ponechal Evžen Nečas. 15. července 2016 přešel podíl EP Cargo na firmu EP Logistics International. Počínaje 13. květnem 2021 je EP Logistics International 100% vlastníkem firmy.

## Pronájem personálu a lokomotiv
Nasazením svých strojvůdců se společnost podílela na vstupu významných dopravců na český trh nákladní dopravy, např. PKP Cargo a DB Cargo. Lokomotivy pak pronajímá jak nákladním, tak osobním dopravcům, např. českému RegioJetu či polskému PKP Intercity.

## Lokomotivy

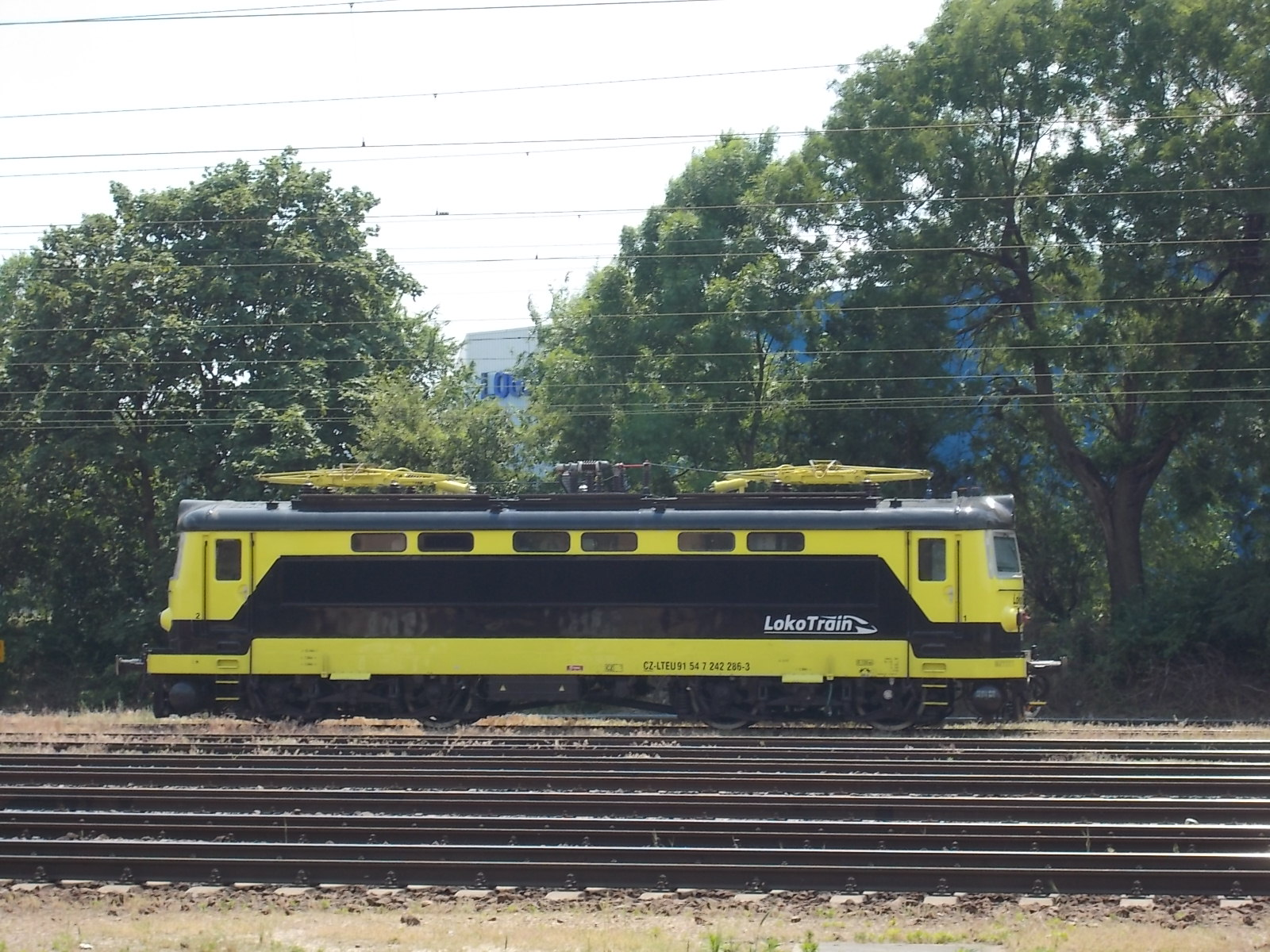
Lokomotiva 242.286 společnosti LokoTrain

Společnost zpočátku pronajímala dopravcům lokomotivy, které byly majetkem PKP Cargo. Šlo především o elektrické lokomotivy řad ET22 a ET41. Od roku 2014 pak začala budovat park vlastních lokomotiv (buď dlouhodobě pronajatých nebo přímo vlastněných). Prvním strojem byl EuroSprinter 189 841 pronajatý od října 2014 od společnosti MRCE Dispolok. Od roku 2015 začal stavět na vícesystémových lokomotivách Siemens Vectron. Nejdříve šlo o tři stroje pronajaté od ELL Austria, které doplnil v únoru 2016 stroj č. 193 823 téhož typu zakoupený mateřskou firmou EP Cargo, ale registrovaný na držitele LokoTrain. Vedle toho si společnost začala pořizovat starší stroje řady 242. V roce 2019 koupila mateřská společnost EP Cargo Invest další stroje Siemens Vectron registrované v Česku (řada 383) a společnost vrátila zpět ELL dlouhodobě pronajaté 193 220, 221, 222.
V roce 2019 je stav lokomotiv nabízených společností následující (podle výrobců):
- Siemens: 193.823, 193 844, 383 060, 383 061, 383 062, 383 063, 383. 064, 383.065.
- Škoda: 240.111, 240.033, 242.558, 242.286, 242.287[17]